# Norman Finkelstein
Norman Gary Finkelstein (Brooklyn, Ciutat de Nova York, 8 de desembre de 1953) és un politòleg estatunidenc, especialitzat en la recerca sobre el conflicte araboisraelià i la política de l'Holocaust. Graduat a la Universitat de Binghamton, va rebre el seu doctorat en Ciències Polítiques de la Universitat de Princeton. Ha ocupat càrrecs docents al Brooklyn College, Rutgers University, Hunter College, New York University, i, més recentment, la Universitat DePaul, on va ser professor ajudant de 2001 a 2007. Se'l coneix sobretot pel seu assaig de l'any 2000 La Indústria de l'Holocaust: Reflexions sobre l'explotació del patiment jueu, on sosté que l'establishment jueu americà explota la memòria de l'Holocaust nazi per obtenir beneficis polítics i financers, així com per promoure els interessos d'Israel.

## Antecedents familiars i educació
Finkelstein ha escrit sobre les experiències dels seus pares durant la Segona Guerra Mundial. La seva mare, Maryla Husyt Finkelstein, germana d'un pare jueu ortodox que va créixer a Varsòvia, Polònia, vivint en el Gueto de Varsòvia i el Camp de concentració de Majdanek, així com en dos camps de treball forçat. Ella considerava que el dia del seu alliberament va ser el dia més horrible de la seva vida, ja que estava sola perquè cap dels seus familiars havia aconseguit sobreviure a les penúries del gueto. El seu pare, Zacharias Finkelstein, va sobreviure al Guetto de Varsòvia i al Camp d'extermini d'Auschwitz. Finkelstein va créixer a la ciutat de Nova York. En les seves memòries, Finkelstein registra que, de jove, ell s'identificava profundament amb la indignació de la seva mare, testimoni de les atrocitats genocides de la Segona Guerra Mundial, i se sentia profundament molest amb la carnisseria que cometien els Estats Units al Vietnam. La lectura de Noam Chomsky va tenir un paper fonamental en l'adaptació de la passió que li va llegar la seva mare a la necessitat de mantenir el rigor intel·lectual en la recerca de la veritat:
| « | Va ser només diversos anys després de llegir a Noam Chomsky que vaig entendre que era possible unir el rigor acadèmic amb indignació moral cáustica; que l'argument intel·ligent no es reemplaçava per un intelectual·litzant | » |

Va completar els seus estudis de pre-grau a la Universitat de Binghamton University, a Nova York, el 1974, i després dels com va estudiar a l'École Pratique des Hautes Études a París. Va anar a obtenir el seu Grau de Magister en Ciències Polítiqués a la Universitat de Princeton el 1980, i més tard va doctorar-se en Estudis Polítics, també a Princeton. Finkelstein va dedicar la seva tesi doctoral al sionisme, i des d'aleshores l'ha acompanyat la controvèrsia.

## Obres
- Beyond Chutzpah: On the misuse of anti-Semitism and the abuse of history.
- The Holocaust industry: reflections on the exploitation of Jewish suffering.
- Image and Reality of the Israel-Palestine Conflict.
- A Nation on Trial: The Goldhagen thesis and historical truth.
- The Rise and Fall of Palestine: A personal account of the intifada years.
- A Farewell to Israel: The coming break-up of American Zionism.